# Nerax mexicanus
Nerax mexicanus là một loài ruồi trong họ Asilidae. Nerax mexicanus được Hine miêu tả năm 1919. Loài này phân bố ở vùng Tân nhiệt đới.